# Karl Sigismund Kunth

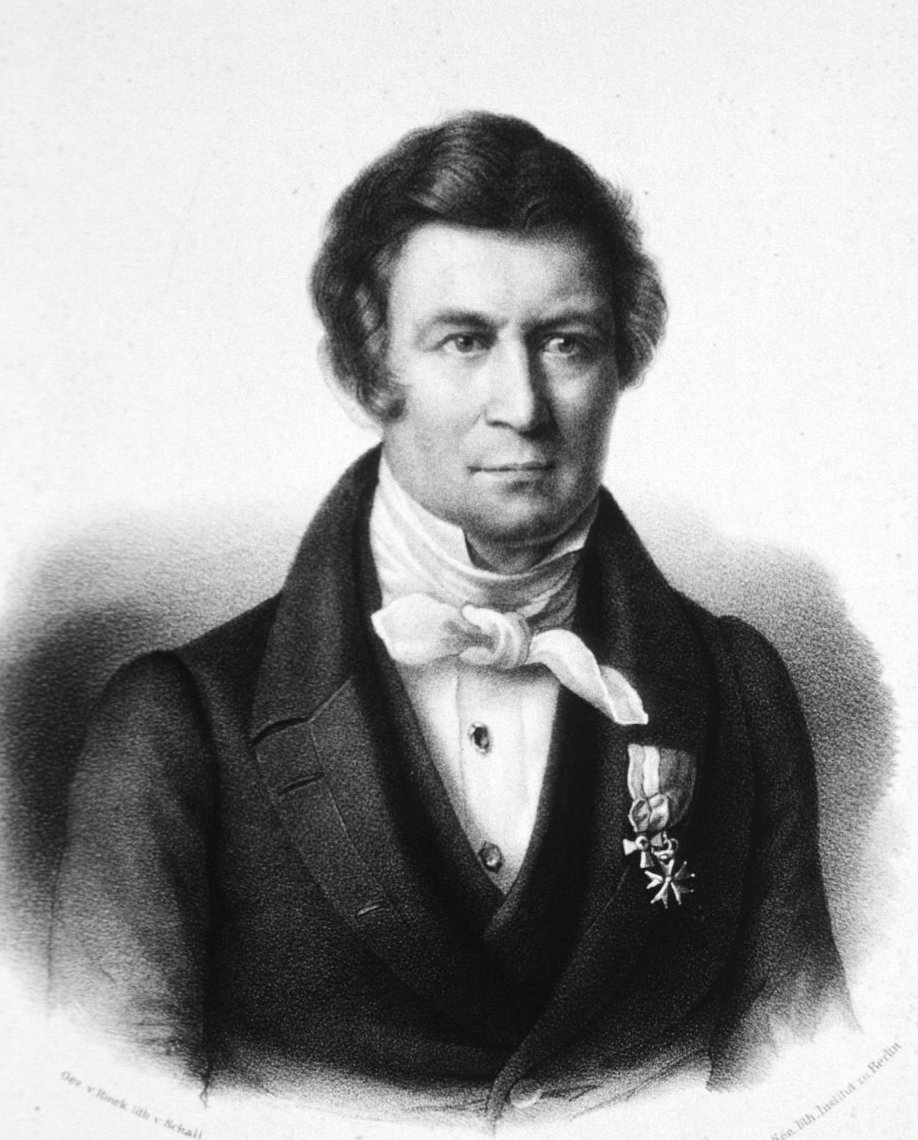
Karl Sigismund Kunth

Karl Sigismund Kunth (* 18. Juni 1788 in Leipzig; † 22. März 1850 in Berlin) war ein deutscher Botaniker. Sein offizielles botanisches Autorenkürzel lautet „Kunth“.

## Leben und Werk
Karl Sigismund Kunth war der Neffe von Gottlob Johann Christian Kunth, des Erziehers der Brüder Wilhelm und Alexander von Humboldt. Er besuchte die Leipziger Rathsschule, konnte aber mangels finanzieller Mittel kein akademisches Studium aufnehmen. Sein Onkel Gottlob Johann Christian Kunth verschaffte ihm in Berlin eine Stellung bei der preußischen Seehandlungsgesellschaft, wo er Gelegenheit fand, seine wissenschaftlichen Ausbildungslücken autodidaktisch zu schließen und sich, unterstützt von Carl Ludwig Willdenow, mit Botanik zu befassen. Seine erste Publikation war 1813 die Flora Berolinensis, eine nach dem linnéschen System geordnete Pflanzenkunde Berlins.
Auf Empfehlung Willdenows löste er diesen bei der wissenschaftlichen Aufbereitung der botanischen Erträge von Humboldts und Bonplands Amerikareise 1813 in Paris ab. „Erst jetzt – neun Jahre nach der Rückkehr von Humboldt und Bonpland nach Paris – begann die methodische Erfassung der Expeditionsausbeute“, urteilt Hans Walter Lack, „und die von Kunth erbrachte Arbeit gilt bis heute als bewundernswert und von herausragender Bedeutung.“ Es war Kunth, der auf Humboldts Betreiben 1816 den nach Buenos Aires sich einschiffenden Bonpland in Le Havre aufsuchte und beschwor, wenn schon nicht die bereits an Bord eingelagerten, in seinem Besitz befindlichen Teile des Herbars der Amerikareise, so doch zumindest das Journal botanique (die sechs in Leder gebundenen Bände der Feldtagebücher) ihm auszuhändigen, ohne das Kunth die begonnene systematische Erfassung und Publikation des botanischen Reiseertrags gar nicht hätte fortsetzen können. Dabei handelt es sich um jene sechs Feldbücher – neuerdings in Form von Digitalisaten online einsehbar –, in die Bonpland und Humboldt ihre täglichen Beschreibungen der im Gelände beobachteten Pflanzen (durchnummeriert von 1 bis 4528) und Tiere samt vorläufiger Bestimmungen eintrugen, „wobei jede Eintragung mit einer Zahl beginnt, gefolgt von einer vorläufigen Bestimmung, einer Beschreibung und meist einer Fundortsangabe“. Leider enthalten die Feldbücher aber weder die täglichen Tagesdaten, Breiten- und Längengrad messungen noch irgendwelche Höhenangaben, so dass ein Zuordnung der Pflanzen zu bestimmten Orten und deren Höhe über dem Meeresspiegel bis heute große Probleme aufwirft (dazu z. B. Moret et al., 2019).
In Paris standen Kunth, der sich mit Alexander von Humboldt dort eine Wohnung teilte, für seine Erschließungsarbeiten unter anderem die großen Sammlungen des Jardin des Plantes zur Verfügung; und schon bald erfreute er sich hoher Wertschätzung berühmter französischer Botaniker wie Antoine-Laurent de Jussieu und Louis Claude Marie Richard.  Eine „Meisterleistung der Koordination“ sieht Lack darin, dass es Kunth in den neun Jahren zwischen 1816 und 1825 nicht nur schaffte, die sieben Bände der Nova Genera et Species plantarum fertigzustellen, sondern sie über die Jahre verteilt auch annähernd regelmäßig erscheinen zu lassen, zumal er dabei auch noch die Arbeit des Kupferstechers Pierre Jean François Turpin anzuleiten und zu überwachen hatte und zusätzlich zwei eigene daran anschließende Werke auf den Weg brachte und vollendete: zum einen Mimoses et autres plantes Légumineuses du Nouveau Continent, recueillies par M. M. de Humboldt et Bonpland; zum anderen Synopsis plantarum, quas, in itinere ad plagam aequinoctialem orbis novi, collegerunt Al. de Humboldt et Am. Bonplan.
1818 wurde Kunth korrespondierendes Mitglied der Académie des sciences in Paris. Seit 1822 war er Mitglied der Leopoldina, ab 1826 korrespondierendes Mitglied der Göttinger Akademie der Wissenschaften. Zwei Jahre nach Humboldt kehrte Kunth 1829 von Paris nach Berlin zurück. Dabei folgte er einem Ruf als ordentlicher Professor für Botanik an der Berliner Universität und übernahm zudem die Funktion des Vize-Direktors im Botanischen Garten. Im selben Jahr wurde er als ordentliches Mitglied in die Berliner Akademie der Wissenschaften aufgenommen, in der er in den Folgejahren botanische Abhandlungen vortrug und publizierte.
Zwischen 1833 und Kunths Todesjahr 1850 erschien sein Werk Enumeratio plantarum omnium hucusque cognitarum, secundum familias naturales disposita, adjectis characteribus, differentiis, et synonymis in fünf Bänden. Es diente Benjamin Daydon Jackson als eines der Grundlagenwerke für die Erstellung des Index Kewensis. 1850 nahm sich der in seinen letzten Monaten unter Depressionen leidende Kunth das Leben. Im Nachruf, den Alexander von Humboldt ihm widmete, hieß es unter anderem: „Wen aber konnte sein frühes Hinscheiden tiefer in dem innersten seiner Gefühle erschüttern als mich, der dem Freunde bei seiner 37 Jahre lang dauernden Gemeinsamkeit der Ideen und Bestrebungen einen großen Theil der Gunst und Aufmerksamkeit verdankt, welche das Publikum meinen und Bonplands botanischen Forschungen in der Aequinoctial-Zone so reichlich und anhaltend geschenkt hat.“ Das Journal botanique wurde als Bonplands Eigentum Humboldt übergeben, der die sechs Bände seinerseits dem Pariser Muséum d’histoire naturelle zuleitete; Kunths 55.000 Arten enthaltendes Herbarium und seine Bibliothek wurden auf Humboldts Betreiben der Witwe Kunths vom preußischen Staat abgekauft und in den Bestand des Berliner Botanischen Gartens überführt.

## Ehrungen
Nach Kunth ist die Gattung Kunthia Bonpl. aus der Familie der Palmengewächse (Arecaceae) und Kuntheria Conran & Clifford aus der Familie der Zeitlosengewächse (Colchicaceae) benannt.

## Schriften (Auswahl)
- Flora berolinensis, sive Enumeratio vegetabilium circa Berolinum sponte crescentium. Berlin 1813 (online).
- Nova genera et species plantarum quas in peregrinatione ad plagam aequinoctialem orbis novi collegerunt Bonpland et Humboldt. Paris (biodiversitylibrary.org – 7 Bände; 1815–1825).
- Mimoses et autres plantes Légumineuses du Nouveau Continent, recueillies par M. M. de Humboldt et Bonpland. 1819.
- Synopsis plantarum, quas, in itinere ad plagam aequinoctialem orbis novi, collegerunt Al. de Humboldt et Am. Bonpland. (1822–1823).
- Les graminées de l’Amérique du Sud. (2 Bände; 1825–1833).
- Handbuch der Botanik. Berlin 1831, urn:nbn:de:bvb:12-bsb11272059-7.
- Enumeratio plantarum omnium hucusque cognitarum, secundum familias naturales disposita, adjectis characteribus, differentiis et synonymis. Stuttgart und Tübingen (rjb.csic.es – 1833–1850).
- Flora berolinensis sive Enumeratio vegetabilium circa Berolinum sponte crescentium secundum familias naturales disposita. Berlin 1838 (online).
- Lehrbuch der Botanik. 1847, urn:nbn:de:bvb:12-bsb10302133-1.
- Les melastomees et autres plantes legumineuses de l’Amerique du Sud. (1847–1852).